# 国际足联冠军徽章
国际足联冠军徽章（英語：FIFA Champions Badge）是一种金白色盾牌形状的球衣徽章，由国际足联授予获得国际比赛冠军的队伍。国际比赛包括国家队级比赛（如世界杯、女子世界杯、室内五人制足球世界杯以及沙滩足球世界杯）和俱乐部队级比赛（如俱乐部世界杯）。
国际足联拥有实物徽章的所属，制作以及发行权，并且实物徽章只能用于当前持有队伍的首套球衣（不能在衍生版或训练服上使用），因此是一个临时性的奖项。AC米兰获得了2007年国际足联俱乐部世界杯冠军，国际足联于2008年2月向其授予了第一枚冠军徽章。
国际足联官方徽章与各队伍所佩戴的非正式标志（如冠军星章）对比明显，以便作为重要比赛胜利或奖杯的象征。

## 奖项

### 徽章规则
徽章的尺寸为78乘58 mm（3.1乘2.3英寸），外形为配有相应奖杯图案的盾牌，并带有题为“FIFA WORLD CHAMPIONS”的字样以及赢得相应比赛冠军的年份。徽章只有两种配色方案：白底金字和金底白字，获得冠军的国家队或俱乐部队可以将徽章印在衬衫上并保留到下一届比赛结束，因此，它仅会由卫冕冠军佩戴。
从队伍在国际足联比赛上夺冠开始，到下届比赛阶段的决赛日（包括当日）为止，球衣上都可以印制徽章（如队伍成功卫冕，他们可以继续持有徽章）。徽章只能佩戴在赢得相关比赛的俱乐部一线队球衣上（包括主场球衣和客场球衣），但不能用于相关俱乐部的任何衍生款或怀旧款球衣、训练服以及预备队或俱乐部其他队伍队服。

### 商业方面
实物徽章由第三方代表国际足联制造（2019年制造商为Unisport），且球衣制造商必须通过国际足联订购实物徽章；2019年，因物流问题，消费者在购买耐吉制造并带有徽章的美国国家女子足球队（USWNT）球衣时出现了延误。人们关注的主要球衣制造商（如耐吉和彪马）已经获得了国际足联冠军徽章的生产许可，可以出售给大众。
除了声望，该奖项还通过销售包括新国际足联徽章在内的球衣来为冠军队伍带来商业利益。

### 非国际足联比赛
在非国际足联举办的比赛中，佩戴徽章需要另行达成协议。例如在2009年，英格兰足球总会准许2008年国际足联俱乐部世界杯冠军曼联在比赛中佩戴徽章，但不能在英超比赛中佩戴；相似事件也发生在了2019年国际足联俱乐部世界杯冠军利物浦身上，但是，英足总允许利物浦在2019年12月29日主场对阵狼队的英超比赛中佩戴徽章。相比之下，皇家马德里在西班牙足球甲级联赛所有比赛中都可以佩戴国际足联冠军徽章。

## 历史

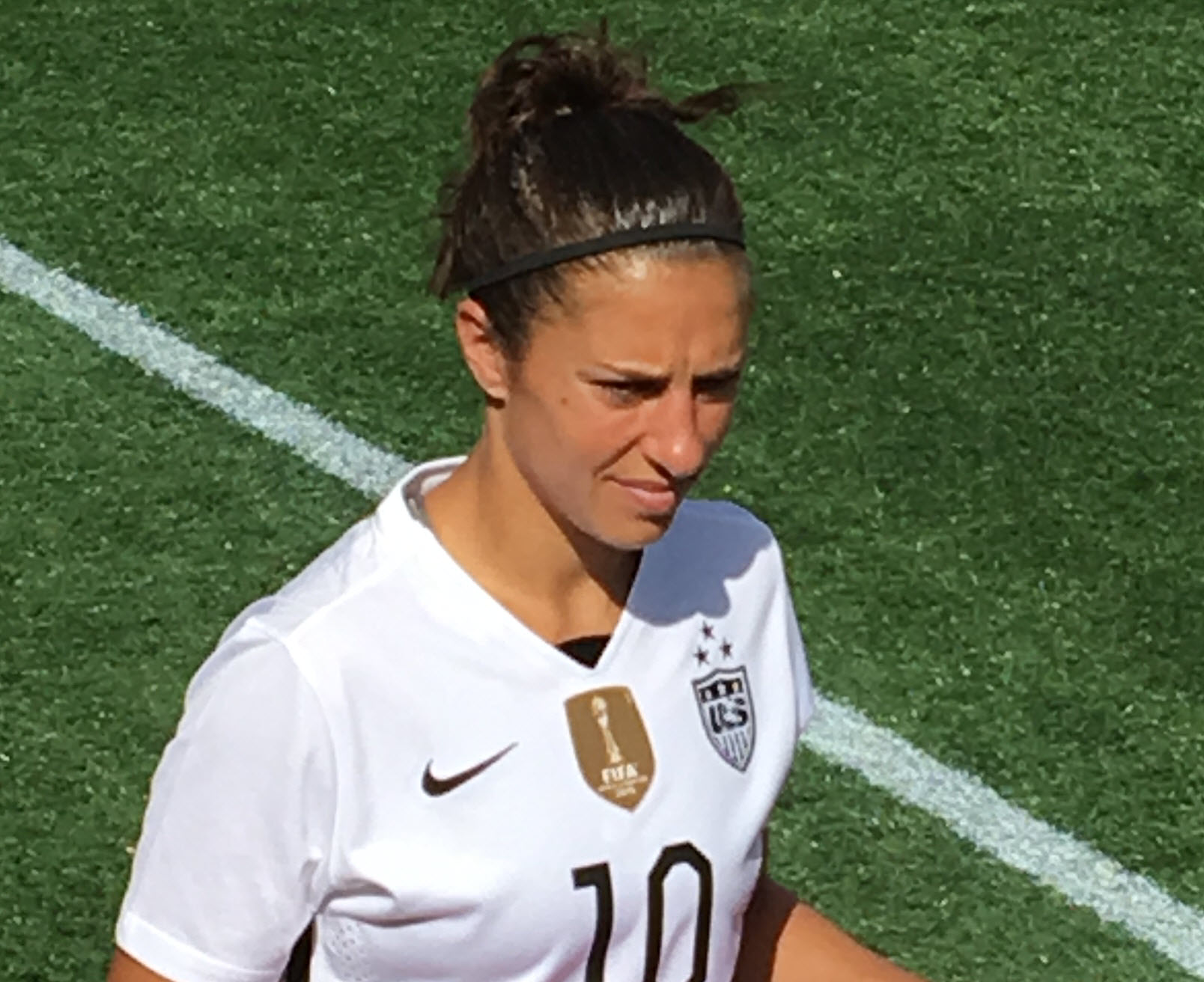
卡莉·劳埃德身着配有国际足联冠军徽章的美国国家女子足球队球衣；自2015年7月5日以来，美国女足连续获得两届女子世界杯冠军并创下国家队纪录。

### 俱乐部队
2008年2月，国际足联冠军徽章首次正式颁发给2007年国际足联俱乐部世界杯冠军，意大利俱乐部AC米兰。在为AC米兰颁奖时，国际足联宣布俱乐部世界杯的前三届冠军队伍（科林蒂安，圣保罗和国际体育）在2008年12月新任冠军诞生前也可以佩戴此徽章。然而，当科林蒂安在2012年国际足联俱乐部世界杯上夺冠时，国际足联承认这是他们首次正式获得国际足联冠军徽章。

### 国家队
2008年9月，国际足联将冠军徽章拓展到世界杯领域，首个世界杯冠军徽章得主为2006年世界杯冠军意大利。2009年，冠军徽章用于女足世界杯并授予2007年世界杯卫冕冠军德国；2011年，日本获此徽章。首个五人制足球世界杯冠军徽章得主为2012年世界杯冠军巴西；首个沙滩足球世界杯冠军徽章得主为2013年世界杯冠军俄罗斯。

## 记录

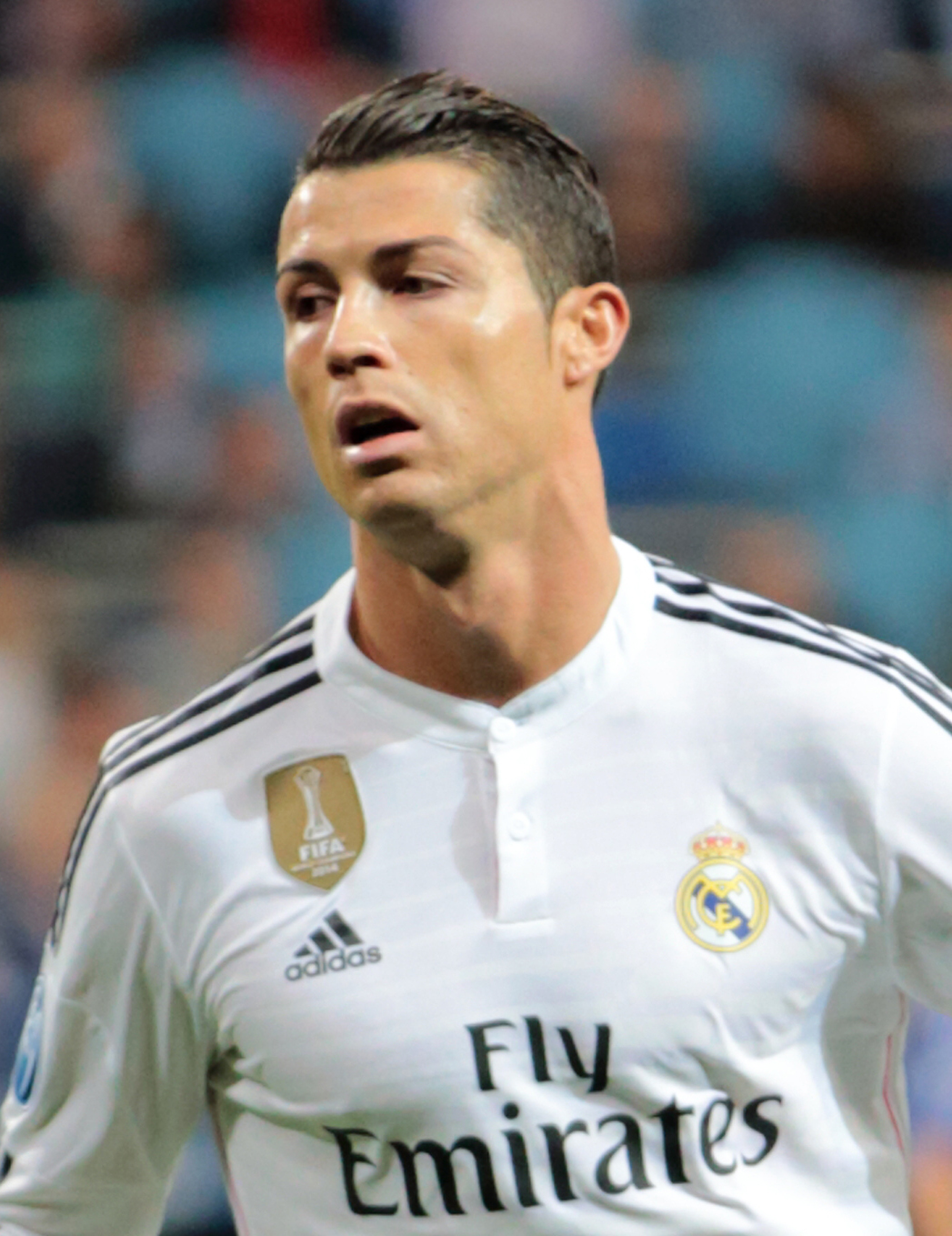
克里斯蒂亚诺·罗纳尔多身着皇家马德里球衣，左上为国际足联徽章；皇家马德里连续1098天佩戴国际足联徽章，这一纪录保持至今。

截至2020年1月，以下记录仍未被打破：

### 连续持有时间
- 2019年12月22日，利物浦终结了皇家马德里自2016年12月18日起保持了1098天的国际足联俱乐部世界杯冠军徽章持有记录，1098天为目前俱乐部队连续持有国际足联冠军徽章的最长时间[8]。
- 自2015年7月5日赢得国际足联女子世界杯冠军以来，美国国家女子足球队（USWNT）一直持有冠军徽章，这是国际足联冠军徽章连续授予同一国家队的最长时间（暂无其他国家队连续两次获得该徽章）[11]。

### 佩戴徽章次数
- 在俱乐部队中，皇家马德里自成立以来已经先后四次佩戴徽章[26]，巴塞罗那先后三次佩戴徽章[27]。
- 在国家足球队中，美国女足自成立以来先后两次佩戴徽章，然而没有男足队伍佩戴过两次徽章[11]。
- 在其他国家队中，葡萄牙国家沙滩足球队（英语：Portugal national beach soccer team）已经先后两次佩戴徽章[28]。

## 国家队冠军

### 足球
男子
| 年份   | 队伍   |
| ------ | ------ |
| 2006年 | 意大利 |
| 2010年 | 西班牙 |
| 2014年 | 德国   |
| 2018年 | 法国   |
| 2022年 | 阿根廷 |

女子
| 年份   | 队伍   |
| ------ | ------ |
| 2007年 | 德国   |
| 2011年 | 日本   |
| 2015年 | 美国   |
| 2019年 | 美国   |
| 2023年 | 西班牙 |

### 五人制足球
男子
| 年份   | 队伍   |
| ------ | ------ |
| 2012年 | 巴西   |
| 2016年 | 阿根廷 |
| 2021年 | 葡萄牙 |

### 沙滩足球
男子
| 年份   | 队伍   |
| ------ | ------ |
| 2013年 | 俄罗斯 |
| 2015年 | 葡萄牙 |
| 2017年 | 巴西   |
| 2019年 | 葡萄牙 |
| 202年1 | 俄罗斯 |

## 俱乐部队冠军
男子
| 年份   | 俱乐部     |
| ------ | ---------- |
| 2007年 | AC米兰     |
| 2008年 | 曼联       |
| 2009年 | 巴塞罗那   |
| 2010年 | 国际米兰   |
| 2011年 | 巴塞罗那   |
| 2012年 | 科林蒂安   |
| 2013年 | 拜仁慕尼黑 |
| 2014年 | 皇家马德里 |
| 2015年 | 巴塞罗那   |
| 2016年 | 皇家马德里 |
| 2017年 | 皇家马德里 |
| 2018年 | 皇家马德里 |
| 2019年 | 利物浦     |
| 2020年 | 拜仁慕尼黑 |
| 2021年 | 切尔西     |
| 2022年 | 皇家马德里 |